# Черноглазов, Владимир Григорьевич
Владимир Григорьевич Черноглазов (1807 или 1809 или 1810, Слободско-Украинская губерния — 1886, Санкт-Петербургская губерния, Российская империя) — русский юрист, судебный деятель, сенатор, член Верховного уголовного суда по делу А. К. Соловьёва. Действительный тайный советник. Брат издателя А. Г. Черноглазова (1804—1854).

## Биография

### Происхождение
Родился по разным источникам в 1807, 1809 или 1810 году.
Дворянство род Черноглазовых получил в 1685 году. Видный представитель рода, капитан русской армии Александр Дементьевич Черноглазов был направлен на службу в 1733 году в Харьковский слободской казачий полк. С тех пор он сам и его потомки были связаны со службой в украинском казачестве на Слобожанщине. Черноглазовы стали состоятельными помещиками. По определению Слободско-Украинского Дворянского Собрания внесён в 6 часть дворянской Родословной книги в число древнего дворянства. Позже, род Черноглазовых был внесён в Родословные книги Дворянских Депутатских собраний Курской и Полтавской губерний.

### Служебная карьера
Пользуясь привилегией представителя древнего дворянского рода, был зачислен в благородный пансион Царскосельского лицея, после окончания которого, 22 сентября 1826 года поступил на службу в 1-й департамент Санкт-Петербургской палаты гражданского суда; в 1829 году был назначен на должность секретаря департамента, а в следующем году «ему было поручено исправление должности губернского уголовных дел стряпчего, в каковой должности через два года он был утвержден Правительствующим Сенатом». С 1830 года он был также членом Комитета Общества попечительства о тюрьмах; с 1836 года состоял в должности Санкт-Петербургского прокурора, в 1837 был переведён советником Санкт-Петербургского губернского правления, 15 ноября 1840 года, по собственной просьбе, был уволен от этой должности.
В следующем году вернулся на службу; 29 октября 1841 года он получил должность столоначальника (впоследствии экспедитора) Государственной канцелярии; с 1843 года — помощник статс-секретаря Государственного Совета. В 1848 году он стал управляющим Отделением дел государственного секретаря.  В 1852 году был командирован в Департамент экономии Государственного Совета для рассмотрения смет расходов на 1853 год Министерств и Главных управлений. С 1860 года — помощник Государственного секретаря при окончательном рассмотрении в Главном комитете по крестьянскому делу составленного редакционными комиссиями положений о крестьянах, выходящих из крепостной зависимости.
С 1 января 1861 года, Высочайшим указом В. Г. Черноглазов был назначен сенатором; принимал участие в работах по преобразованию судебной системы в Российской империи.  В 1863 году назначен   статс-секретарём  Департамента законов Государственного Совета.  С 23 января 1875 года — первоприсутствующий в Уголовном кассационном департаменте и в Общем собрании кассационных департаментов сената. С 25 мая 1879 года — член Верховного уголовного суда над А. К. Соловьёвым. В 1885 году был назначен к присутствованию в Общем собрании первых двух департаментов и Департамента герольдии Правительствующего Сената.
С 30 декабря 1848 года состоял в чине действительного статского советника, с 1 января 1857 года — тайный советник, с 22 сентября 1876 года — действительный тайный советник.
Имел 270 десятин земли в Псковской губернии.
Умер 7 (19) июля 1886 года в имении «Загорье» Лужского уезда Санкт-Петербургской губернии. Похоронен на Волковом православном кладбище в Санкт-Петербурге.

## Награды
- Орден Святого Станислава 1-й степени (1853)
- Орден Святой Анны 1-й степени (1854)
- Орден Святого Владимира 2-й степени (1859)
- Орден Белого Орла (1867)
- Орден Святого Александра Невского (1875)